# 浅黄白樱蛤
浅黄白樱蛤（学名：Macoma tokyoensis），是帘蛤目樱蛤科白樱蛤属的一种。主要分布于韩国、中国大陆，常栖息在潮间带低潮线至潮下带50米以内。
其种加词“tokyoensis”意为“东京的”。